# Kim (Colorado)
Kim és una població dels Estats Units a l'estat de Colorado. Segons el cens del 2000 tenia 65 habitants.

## Demografia
Segons el cens del 2000, Kim tenia 65 habitants, 38 habitatges, i 15 famílies. La densitat de població era de 81 habitants per km².
Dels 38 habitatges en un 15,8% hi vivien nens de menys de 18 anys, en un 36,8% hi vivien parelles casades, en un 2,6% dones solteres, i en un 60,5% no eren unitats familiars. En el 60,5% dels habitatges hi vivien persones soles el 15,8% de les quals corresponia a persones de 65 anys o més que vivien soles. El nombre mitjà de persones vivint en cada habitatge era d'1,71 i el nombre mitjà de persones que vivien en cada família era de 2,8.
Per edats la població es repartia de la següent manera: un 16,9% tenia menys de 18 anys, un 3,1% entre 18 i 24, un 30,8% entre 25 i 44, un 30,8% de 45 a 60 i un 18,5% 65 anys o més.
L'edat mediana era de 44 anys. Per cada 100 dones de 18 o més anys hi havia 107,7 homes.
La renda mediana per habitatge era de 25.938 $ i la renda mediana per família de 36.667 $. Els homes tenien una renda mediana de 22.500 $ mentre que les dones 27.000 $. La renda per capita de la població era de 16.343 $. Entorn de l'11,1% de les famílies i el 14,5% de la població estaven per davall del llindar de pobresa.

## Poblacions més properes
El següent diagrama mostra les poblacions més properes.